# ليا بويسن
ليا بويسن (بالسويدية: Lia Boysen)‏ هي ممثلة سويدية، ولدت في 6 أبريل 1966 في ستوكهولم في السويد.

## وصلات خارجية
- ليا بويسن على موقع IMDb (الإنجليزية)
- ليا بويسن على موقع ألو سيني (الفرنسية)
- ليا بويسن على موقع أول موفي (الإنجليزية)
- ليا بويسن على موقع قاعدة بيانات الأفلام السويدية (السويدية)
- ليا بويسن على موقع قاعدة بيانات الفيلم (الإنجليزية)
- ليا بويسن على موقع كينوبويسك (الروسية)